# Štefanovičová
Štefanovičová este o comună slovacă, aflată în districtul Nitra din regiunea Nitra. Localitatea se află la altitudinea de 138 m deasupra n.m., se întinde pe o suprafață de 12,4 km2 și în 2017 număra 356 de locuitori.

## Istoric
Localitatea Štefanovičová este atestată documentar din 1268.

## Demografie
| An:                | 1994 | 2004 | 2014    | 2024   |
| ------------------ | ---- | ---- | ------- | ------ |
| Număr de persoane: | 0    | 264  | 327     | 350    |
| Diferență:         |      | –    | +23,86% | +7,03% |

| An:                | 2023 | 2024   |
| ------------------ | ---- | ------ |
| Număr de persoane: | 339  | 350    |
| Diferență:         |      | +3,24% |